# Dipluridae

Distribuição dos olhos de Masteria petrunkevitchi.

Dipluridae é uma família de aranhas megalomorfas, única representante da superfamília monotípica dos dipluroideos (Dipluroidea).

## Géneros
Raven, R. J. y Coyle, F. A. reconocen cuatro subfamilias:
- Subfamília Diplurinae Simon, 1889
  - Clostes Menge, 1869 † — fóssil, Eoceno (âmbar báltico)
  - Cretadiplura Selden, 2005 † — fóssil, Cretáceo Inferior
  - Dinodiplura Selden, 2005 † — fóssil, Cretáceo Inferior
  - Diplura C. L. Koch, 1850 — América do Sul, Cuba
  - Harmonicon F. O. P-Cambridge, 1896 — Guiana Francesa, Brasil
  - Linothele Karsch, 1879 — América do Sul
  - Trechona C. L. Koch, 1850 — América do Sul

- Subfamília  Euagrinae Raven, 1979
  - Allothele Tucker, 1920 — África
  - Australothele Raven, 1984 — Austrália
  - Caledothele Raven, 1991 — Austrália
  - Carrai Raven, 1984 — Nova Gales do Sul (Austrália)
  - Cethegus Thorell, 1881 — Austrália
  - Euagrus Ausserer, 1875 — do sul dos Estados Unidos à Costa Rica, África do Sul, Taiwan
  - Microhexura Crosby & Bishop, 1925 — Estados Unidos
  - Namirea Raven, 1984 — Austrália
  - Phyxioschema Simon, 1889 — Ásia Central
  - Stenygrocercus Simon, 1892 — Nova Caledónia

- Subfamília Ischnothelinae F. O. Pickard-Cambridge, 1897
  - Andethele Coyle, 1995 — Peru
  - Indothele Coyle, 1995 — Índia
  - Ischnothele Ausserer, 1875 — do México à Argentina, Caraíbas, Índia
  - Lathrothele Benoit, 1965 — África
  - Thelechoris Karsch, 1881 — África, Madagáscar

- Subfamília Masteriinae Simon, 1889
  - Chilehexops Coyle, 1986 — Chile, Argentina
  - Masteria L. Koch, 1873 — Caraíbas, América Central e América do Sul, Oceânia, Austrália
  - Striamea Raven, 1981 — Colômbia

- incertae sedis
  - Leptothele Raven & Schwendinger, 1995 — Tailândia
  - Troglodiplura Main, 1969 — Austrália